# 135丁目駅 (IRTレノックス・アベニュー線)
135丁目駅（135ちょうめえき、英語: 135th Street）はニューヨーク市地下鉄IRTレノックス・アベニュー線の駅である。マンハッタン区ハーレムのレノックス・アベニューと135丁目の交差点に位置し、2系統と3系統が終日停車する。

## 駅構造
| G          | 地上階                         | 出入口 （135丁目-レノックス・アベニュー交差点北東角に北行線、南西角に南行線へのエレベーターあり）                                                                            |
| P ホーム階 | 相対式ホーム、右側の扉が開く。 | 相対式ホーム、右側の扉が開く。 |
| P ホーム階 | 北行線                         | ← ウェイクフィールド-241丁目駅行き（149丁目-グランド・コンコース駅） ← ハーレム-148丁目駅行き（145丁目駅）                                                                   |
| P ホーム階 | 中央線                         | → 定期列車入線なし |
| P ホーム階 | 南行線                         | → フラットブッシュ・アベニュー-ブルックリン・カレッジ駅行き（125丁目駅）→ ニューロッツ・アベニュー駅行き（125丁目駅）→ 深夜帯：タイムズ・スクエア-42丁目駅行き（125丁目駅）→ |
| P ホーム階 | 相対式ホーム、右側の扉が開く。 | |

駅は1904年11月23日に開業した相対式ホーム2面と線路3線を有した2面3線の地下駅で、中線はホームに面しておらず定期列車の入線は無い。この中線は駅の南では南行線に、駅の北では北行線に接続している。中線は1995年まで深夜にハーレム-148丁目駅発当駅止まりのシャトル列車として運転された3系統が留置や停泊に使用していたが、シャトルの役割はバスが担い始め、3系統も当駅止まりではなくタイムズ・スクエア-42丁目駅止まりに終着駅が変更されたため使用されることはなくなった。
駅の北側にはシーサスクロッシングがあり、南北線間を行き来することが可能になっている。また、その更に北側には142丁目ジャンクションがあり、2系統はここで分岐しハーレム川を潜ってブロンクス区に入りIRTホワイト・プレーンズ・ロード線となって149丁目-グランド・コンコース駅に入り、3系統はそのまま直進し145丁目駅に入る。
駅ホームには1995年にウィリー・バーチにより製作されたアートワーク『Harlem Timeline』が飾られている。このアートワークは主にハーレム地区に居住している（いた）著名人を描いたモザイクアートで、南行ホーム側はアダム・クレイトン・パウエル・ジュニアやジョー・ルイス、ショーンバーグ黒人文化研究センター、チャーリー・パーカー、クララ・ワード、ルイ・アームストロングなどが、北行ホーム側はハーレム・グローブトロッターズや全米黒人地位向上協会、コットン・クラブ、ランドールズ島とワーズ島などが描かれている。

### 出口
当駅の改札口は各ホーム中央に1か所ずつあり、改札内にホーム間連絡通路はない。改札口は南北ホームともに回転式改札機ときっぷ売り場、地上への階段2本とエレベーター1機が存在している。このため当駅はADAに準拠している。
- 階段1本、レノックス・アベニューと135丁目の交差点北西（南行ホームのみ）[2]
- エレベーター1機、階段1本、レノックス・アベニューと135丁目の交差点南西（南行ホームのみ）[2]
- エレベーター1機、階段1本、レノックス・アベニューと135丁目の交差点北東（北行ホームのみ）[2]
- 階段1本、レノックス・アベニューと135丁目の交差点南東（北行ホームのみ）[2]